# オペラ・ブッフ

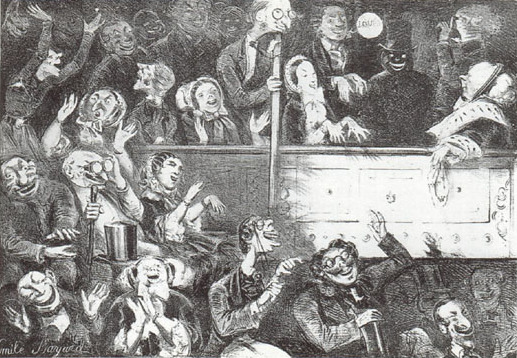
ブッフ・パリジャン劇場の観客たちを描いた戯画

オペラ・ブッフ（オペラ・ブフ、フランス語：opéra bouffe, 複数形：opéras bouffes）は、19世紀フランスのオペレッタの1ジャンル。
オペラ・ブッフはジャック・オッフェンバックと密接な関係があり、このジャンルの多くの作品はブッフ・パリジャン劇場（ブフ・パリジャン劇場、Théâtre des Bouffes Parisiens）で上演された。
オペラ・ブッフは、喜劇・風刺・パロディ・ファルス（farce）の要素で知られる。

## 代表的なオペラ・ブッフ作品
『エトワール』以外はオッフェンバックの作品。
- 『地獄のオルフェ』（Orphée aux Enfers, 1858年） - ただし改訂版はopéra féerieとなっている。
- 『美しきエレーヌ』（La belle Hélène, 1864年）
- 『青ひげ』（Barbe-bleue, 1866年）
- 『パリの生活』（La vie parisienne, 1866年）
- 『ジェロルスタン女大公殿下』（La Grande-Duchesse de Gérolstein, 1867年）
- 『ラ・ペリコール』（La Périchole, 1868年）
- 『エトワール』シャブリエ作（L’Etoile, 1877年）